# Teorema bisectoarei

În această diagramă, BD:DC = BA:CA.

În geometrie, teorema bisectoarei exprimă o relație între lungimile segmentelor determinate de bisectoarea unui unghi al triunghiului pe latura pe care cade și cele ale laturilor acelui unghi. Apare ca Propoziția 3 din cartea a VI-a din Elementele de Euclid.

## Enunț
În orice triunghi ABC, bisectoarea unghiului A determină pe latura opusă (BC) segmente proporționale cu laturile unghiului: {\displaystyle {\frac {BD}{DC}}={\frac {BA}{CA}}}
Scriind această expresie algebrică se poate remarca o proprietate mnemotehnică a raportului lungimilor de segmente: înlocuirea punctului D cu A (și invers) nu schimbă valoarea raportului.

## Propoziții înrudite
- Reciproca teoremei bisectoarei: Dacă un punct D interior laturii BC o împarte pe aceasta în segmente ce respectă relația  {\displaystyle {\frac {BD}{CD}}={\frac {AB}{AC}}}, atunci AD este bisectoarea unghiului A.
- Teorema bisectoarei externe: Bisectoarea externă a unghiului A (dreapta pe care se află bisectoarele ambelor unghiuri externe BAC' și B'AC) determină pe dreapta BC (în exteriorul segmentului BC) punctul E pentru care are loc relația: {\displaystyle {\frac {BE}{EC}}={\frac {BA}{AC}}}. Dacă bisectoarea externă este paralelă cu BC, un astfel de punct nu există.

## Demonstrații

### Folosind teorema sinusurilor
Folosind teorema sinusurilor în triunghiurile ABD și ACD din desenul de mai sus:
{\displaystyle {\frac {|AB|}{|BD|}}={\frac {\sin \angle ADB}{\sin \angle DAB}}}
{\displaystyle {\frac {|AC|}{|CD|}}={\frac {\sin \angle ADC}{\sin \angle DAC}}}
Unghiurile ∠ ADB și ∠ ADC sunt suplementare, cu consecința că sinusurile lor sunt egale:
{\displaystyle {\sin \angle ADB}={\sin \angle ADC}}
Unghiurile ∠ DAB și ∠ DAC sunt egale, așadar raporturile de sinusuri din partea dreaptă a egalităților de mai sus egale ceea ce implică egalitatea raporturilor de lungimi din partea stângă.
{\displaystyle {\frac {|BD|}{|CD|}}={\frac {|AB|}{|AC|}},}
care e enunțul căutat.

### Folosind raporturi de arii
Se folosește raportul ariilor triunghiurilor formate de o bisectoare, exprimat în două moduri, cu două perechi diferite de baze și înălțimi.

Fie {\displaystyle h} înălțimea triunghiurilor corespunzătoare bazei {\displaystyle BC} și {\displaystyle \alpha } jumătatea unghiului din {\displaystyle A}. Atunci din desenul alăturat reiese:
{\displaystyle {\frac {|\triangle ABD|}{|\triangle ACD|}}={\frac {{\frac {1}{2}}|BD|h}{{\frac {1}{2}}|CD|h}}={\frac {|BD|}{|CD|}}}
Considerând înălțimile corespunzătoare laturilor AB și AC ale unghiului bisectat luate ca baze reiese pentru raportul ariilor: 
{\displaystyle {\frac {|\triangle ABD|}{|\triangle ACD|}}={\frac {{\frac {1}{2}}|AB||AD|\sin(\alpha )}{{\frac {1}{2}}|AC||AD|\sin(\alpha )}}={\frac {|AB|}{|AC|}}}
Din a doua egalitate împreună cu prima egalitate reiese concluzia căutată despre raportul dorit al segmentelor:
{\displaystyle {\frac {|BD|}{|CD|}}={\frac {|AB|}{|AC|}}.}

### Folosind înălțimi în diviziunea triunghiului inițial
Fie un punct D pe latura BC intre B și C și AD o ceviană oarecare, nu înălțime, B1 piciorul înălțimii din B pe AD, C1 piciorul înălțimii prin C pe AD.
Din asemănarea triunghiurilor formate cu picioarele înălțimilor
{\displaystyle {\frac {|BD|}{|CD|}}={\frac {|BB_{1}|}{|CC_{1}|}}={\frac {|AB|\sin \angle BAD}{|AC|\sin \angle CAD}}.}
Când AD e bisectoare sinusurile din raportul din dreapta se simplifică datorită egalității unghiurilor și reiese enunțul căutat.

### Folosind numere complexe sau vectori reprezentați în coordonate carteziene
Punctelor A și D le pot fi asociate numerele complexe 0 și 1 aflate pe axa reală Ox a sistemului cartezian în care punctul A coincide cu originea O.  Atunci numerele complexe b și c pot fi asociate punctelor B și C cu vectori poziție segmentele OB și OC:
b = AB ( cos(θ) + i sin(θ) ),
c = AC ( cos(θ) - i sin(θ) ) ; AD fiind bisectoare permite definirea unghiurilor teta și minus teta pozitive și negative cu modul egal față de axa Ox

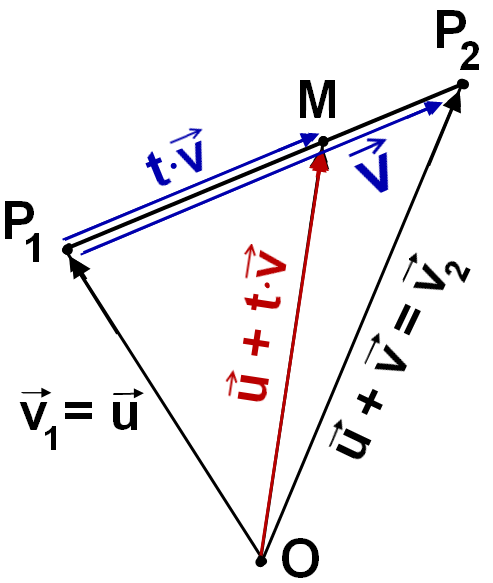

Un punct oarecare de pe segmentul BC are un număr complex asociat vectorului poziție propriu:
λ.b + (1 - λ).c = partea reală + i.sin(θ).[ λ.AC + λ.AB  - AC ] unde λ este un număr real subunitar care parametrizează punctele din segment și e dat de egalitatea:
λ = DC / ( BD + DC )
Cerând ca acest punct de pe segmentul BC să fie și pe axa orizontală incluzând bisectoarea, coeficientul unității imaginare a numărului complex asociat punctului trebuie să fie nul, de unde reiese: 
λ = AC / ( AB + AC )
Eliminând λ între cele două egalități precedente se ajunge la egalitatea cerută.